# Paraktia Thalassia Zoni Apo Kanoni Eos Mesongi (Kerkyra)
Paraktia Thalassia Zoni Apo Kanoni Eos Mesongi (Kerkyra) este o arie protejată (arie specială de conservare — SAC, sit de importanță comunitară — SCI) din Grecia întinsă pe o suprafață de 867,29 ha, integral marine.

## Localizare
Centrul sitului Paraktia Thalassia Zoni Apo Kanoni Eos Mesongi (Kerkyra) este situat la coordonatele 39°32′33″N 19°55′12″E / 39.542473°N 19.920043°E.

## Înființare
Situl Paraktia Thalassia Zoni Apo Kanoni Eos Mesongi (Kerkyra) a fost declarat sit de importanță comunitară în august 1996 pentru a proteja 4 specii de animale. Situl a fost protejat și ca arie specială de conservare în martie 2011.

## Biodiversitate
Situată în ecoregiunea marină mediteraneană, aria protejată conține 3 habitate naturale: Straturi cu Posidonia (Posidonion oceanicae), Lagune de coastă, Recifuri.
La baza desemnării sitului se află mai multe specii protejate:
- mamifere (2): vidră de râu (Lutra lutra), delfin mare (Tursiops truncatus)
- pești (1): Aphanius fasciatus
- reptile (1): Chelonia mydas

Pe lângă speciile protejate, pe teritoriul sitului au mai fost identificate 1 specie de plante, 1 specie de mamifere, 1 specie de nevertebrate, 1 specie de pești.